# Utilitate marginală
Utilitatea marginală (Um) poate fi definită ca suplimentul de utilitate ce decurge din consumarea unei doze suplimentare dintr-un bun (X), sau raportul suplimentului de utilitate totală la suplimentul de consum din acelasi produs.